# Oberea bicallosicollis
Oberea bicallosicollis là một loài bọ cánh cứng trong họ Cerambycidae.